# Палкинское сельское поселение
Па́лкинское се́льское поселе́ние — муниципальное образование в составе Антроповского района Костромской области.
Административным центром сельского поселения является село Палкино.

## История
Палкинское сельское поселение было образовано 30 декабря 2004 года в соответствии с Законом Костромской области от 30.12.2004 № 237-ЗКО «Об установлении границ муниципальных образований в Костромской области и наделении их статусом», которым были определены его статус и границы.
22 июня 2010 года, согласно Закону Костромской области от 22.06.2010 № 626-4-ЗКО, в состав Палкинского сельского поселения вошло упразднённое Словинское сельское поселение.

### Исторические сведения
В прошлом на этой территории располагался погост Николо-Дор, давший название Доровской волости. Название погоста, вероятно, связано с местной Никольской церковью и распространённым в костромских землях словом «дор», означающим место, расчищенное от леса («выдранное»). Рядом находилась Шарицкая волость, расположенная в верховьях реки Шачи.
Село Палкино, давшее название современному поселению, некогда являлось центром Палкинского района, однако позже уступило этот статус Антропову. Через Палкино пролегали важные торговые пути, соединявшие Новгород и северные земли с Галичем, Чухломой, а далее — с Вяткой, Сибирью и Казанью. По этим трактам непрерывно двигались обозы, в том числе так называемые «серебрянки» — транспорты с серебром из Сибири. Как и во многих оживлённых местах на Руси, здесь процветал кабак; известно, что в 1673 году его держал на откупе крестьянин Якушка Дементьев.
В 1620 году Доровская волость была пожалована в вотчину князьям Ромодановским за участие в обороне Москвы от польско-литовских интервентов. Позже, через брак дочери князя С. Т. Ромодановского с князем Борисом Михайловичем Черкасским, вотчина перешла в качестве приданого к Черкасским. Однако при царе Борисе Годунове князья Черкасские, родственники Романовых, попали в опалу, были сосланы, а их владения отобраны в казну. С воцарением Михаила Фёдоровича Романова вотчины были возвращены Черкасским.
В 1724 году ундер-лейтенант морского флота Пётр Борисович Черкасский продал свою вотчину в Доровской волости Галичского уезда капитану Ивану Алексеевичу Мусину-Пушкину. Согласно записи в крепостной книге Галича, сделка включала «село Столбово, а Палкино тож» с деревнями Ермино, Купово, Мантурово, Малофейцево, Черепино, Холм, а также «двор вотчинников со всяким хоромным строением», крестьянские дворы с людьми, их семьями, имуществом, урожаем и постройками. Сумма сделки составила 2070 рублей. Покупатель, И. А. Мусин-Пушкин, возглавлял Монастырский приказ и, по некоторым сведениям, считался внебрачным сыном царя Алексея Михайловича. Каменная Никольская церковь с колокольней была построена в Палкине в 1809 году.
Село Богослово в XVI веке имело статус дворцового села, принадлежавшего непосредственно московскому великому князю. В 1586 году царь Фёдор Иоаннович по просьбе своей супруги, царицы Ирины Фёдоровны (урождённой Годуновой), пожаловал село с деревнями Ипатьевскому монастырю Костромы «на помин души по родителям царицы». Это было связано с давними патронскими отношениями рода Годуновых с монастырём, основанным их предком, татарским мурзой Четом, в XIV веке, где располагалась их родовая усыпальница. Село получило название по церкви апостола Иоанна Богослова. Богослово находилось на торговом тракте из Галича в Макарьев. По данным 1870 года, в селе насчитывалось 8 дворов и две каменные церкви: Богословская (1819) и ещё одна (1801). До них здесь существовали деревянные храмы. В окладных книгах XVII века зафиксировано, что налог за церкви платил игумен Словинской пустыни (село Словинка), затем, в 1632 году, — приказчик князя Петра Ромодановского. С 1635 года владельцем вотчины стал князь Дмитрий Петрович Пожарский (по прозвищу Лопата) — воевода, двоюродный брат и сподвижник знаменитого Дмитрия Михайловича Пожарского. Князь Д. П. Пожарский-Лопата участвовал в освобождении Москвы, оборонял Тверские ворота, освобождал Пошехонье от мятежных казаков и защищал Клин и Тверь от отрядов гетмана Ходкевича в 1617 году.
В четырёх километрах от Богослова в XVIII веке находилась усадьба Воронино (Доронино), принадлежавшая Петру Юрьевичу Лермонтову — деду поэта М. Ю. Лермонтова. Впоследствии усадьба была продана.
Деревня Курилово располагалась на торговом тракте Галич — Юрьевец. В 1870 году в ней было 12 дворов. Позже здесь разместилась центральная усадьба совхоза «Первомайский». Поблизости находилась усадьба Курилово с тремя деревянными господскими домами, принадлежавшими небогатым помещикам Постниковым, Писемским и Готовцевым.
Село Порга также именовалось Никольским по названию стоявшей здесь деревянной церкви Николая Чудотворца. На её месте в 1834 году была возведена каменная двухъярусная Никольская церковь.
В бывшей усадьбе Новосёлки действовал винокуренный завод братьев Архангельских. В 1913 году на заводе работало 17 человек, годовой объём производства составлял около тридцати тысяч вёдер вина (дистиллята).

## Население
| 2008  | 2010  | 2012  | 2013  | 2014  | 2015  | 2016  |
| ----- | ----- | ----- | ----- | ----- | ----- | ----- |
| 2122  | ↘1713 | ↘1659 | ↘1588 | ↘1522 | ↘1449 | ↘1425 |
| 2017  | 2018  | 2019  | 2020  | 2021  |       |       |
| ↘1368 | ↘1355 | ↘1309 | ↘1283 | ↗1302 |       |       |

## Состав сельского поселения
| №  | Населённый пункт    | Тип населённого пункта       | Население |
| -- | ------------------- | ---------------------------- | --------- |
| 1  | Андрюшино           | деревня                      | ↗1        |
| 2  | Бакшеево            | деревня                      | →0        |
| 3  | Бетелёво            | деревня                      | ↗30       |
| 4  | Богослов            | село                         | ↗58       |
| 5  | Болотово            | деревня                      | ↘1        |
| 6  | Васютки             | деревня                      | →0        |
| 7  | Георгиевское        | село                         | ↗1        |
| 8  | Гридино             | деревня                      | →0        |
| 9  | Дворище             | деревня                      | ↗1        |
| 10 | Демино              | деревня                      | ↗12       |
| 11 | Дуброво             | деревня                      | →0        |
| 12 | Ерёмшино            | деревня                      | ↘5        |
| 13 | Зачин               | деревня                      | →0        |
| 14 | Ивашево             | деревня                      | ↘12       |
| 15 | Исаково             | деревня                      | ↘1        |
| 16 | Канино              | деревня                      | →0        |
| 17 | Костарово           | деревня                      | →5        |
| 18 | Красница            | деревня                      | →0        |
| 19 | Красница-на-Щученке | деревня                      | ↘0        |
| 20 | Крутица             | деревня                      | →0        |
| 21 | Курилово            | деревня                      | ↗133      |
| 22 | Малинино            | посёлок                      | ↗303      |
| 23 | Малышево            | деревня                      | ↘0        |
| 24 | Неверово            | деревня                      | ↗45       |
| 25 | Нечайково           | деревня                      | →0        |
| 26 | Никулищево          | деревня                      | ↗1        |
| 27 | Нифаново            | деревня                      | ↗20       |
| 28 | Новинское           | деревня                      | ↗11       |
| 29 | Огонково            | деревня                      | ↗16       |
| 30 | Палкино             | село, административный центр | ↗1028     |
| 31 | Паново              | деревня                      | →11       |
| 32 | Плаксино            | деревня                      | ↗1        |
| 33 | Полутино            | деревня                      | ↗1        |
| 34 | Помчище             | деревня                      | ↗123      |
| 35 | Починок             | деревня                      | →0        |
| 36 | Романово            | деревня                      | →3        |
| 37 | Савкино             | деревня                      | →0        |
| 38 | Словинка            | село                         | ↗149      |
| 39 | Спирково            | деревня                      | →3        |
| 40 | Турилово            | деревня                      | ↗27       |
| 41 | Шахматово           | деревня                      | →0        |
| 42 | Юркино              | деревня                      | →0        |
| 43 | Юрьево              | деревня                      | ↘4        |

### Упразднённые населённые пункты
- в 1997 году — д. Анисимово, Басово, Бурдатово, Буяново, Брюхавицино, Заречье, Кочергино, Пахтаново, Панфилово, Терешино, Хвастово, Щапово, Владимирово, Вязовик, Мантурово, Нетечкино, Сокольниково, Сухотино[17].
- в 2024 году — д. Деревенька, Шелыгино, пос. Пасьма[18].
- в 2025 году — д. Вольгино, Поярково, Шерстнево, Шихино[19]